# Мужская сборная Черногории по баскетболу 3×3
Мужская сборная Черногории по баскетболу 3×3 представляет Черногорию на международных соревнованиях по баскетболу 3×3. Управляющим органом является Федерация баскетбола Черногории.
По состоянию на 7 сентября 2024, мужская сборная Черногории по баскетболу 3×3 занимает 16-е место в мировом рейтинге ФИБА мужских сборных по баскетболу 3×3.

## Результаты выступлений
| Турнир                             | Золото | Серебро | Бронза | Всего |
| ---------------------------------- | ------ | ------- | ------ | ----- |
| Чемпионат Европы по баскетболу 3×3 | —      | —       | —      | —     |
| Итого                              | —      | —       | —      | —     |

### Чемпионат Европы по баскетболу 3×3
| Год        | Место          | Игры           | Победы         | Поражения      | Состав команды                                                 |
| ---------- | -------------- | -------------- | -------------- | -------------- | -------------------------------------------------------------- |
| 2014—2021  | не участвовали | не участвовали | не участвовали | не участвовали | не участвовали                                                 |
| Грац 2022  | 10             | 2              | 0              | 2              | Marko Andelic, Nemanja Gavranic, Miloš Jovanović, Vaso Popovic |
| 2023—н. в. | не участвовали | не участвовали | не участвовали | не участвовали | не участвовали                                                 |